# Kanton Endorf
Der Kanton Endorf war eine Verwaltungseinheit im Distrikt Halle des Departements der Saale im napoleonischen Königreich Westphalen. Hauptort des Kantons und Sitz des Friedensgerichts war Endorf in heutigen Landkreis Harz. Der Kanton umfasste elf Gemeinden und mehrere Weiler, war bewohnt von 5647 Einwohnern und hatte eine Fläche von 2,04 Quadratmeilen. Er ging aus dem sächsisch-mansfeldischen Amt Arnstein hervor.
Die zum Kanton gehörigen Ortschaften waren:
- Endorf
- Welbsleben mit Meierei Pfersdorf
- Arnstädt
- Sylda
- Harkerode mit Meierei Arnstein
- Alterode
- Ulzigerode
- Stangerode
- Bräunrode mit Hartwigerode und den Meiereien Willerode und Friedrichsrode
- Greifenhagen mit Wernerode